# Barguzin (rzeka)
Barguzin – rzeka w Buriacji. Długość – 480 km, zlewnia – 21 100 km².
Barguzin bierze początek na zboczach Gór Ikackich, przepływa przez Kotlinę Barguzińską, wpada do Zatoki Barguzińskiej jeziora Bajkał.
Poniżej wioski Barguzin przełamuje się przez odgałęzienie Gór Barguzińskich tworząc bystrza. Główne dopływy: Garga, Argada, Ina – lewe; Uliun – prawy. Zasilanie głównie deszczowe. Średnioroczny przepływ rzeki przy ujściu 130 m³/s. Żegluga możliwa do ujścia Gagri (249 km), regularna do przystani Mogojto (226 km). Woda rzeki używana jest do nawodnienia.
W górnym biegu rzeki znajduje się Rezerwat przyrody „Dżerginskij”.